# Gran Premio d'Olanda 1975
Il Gran Premio d'Olanda 1975 è stata l'ottava prova della stagione 1975 del Campionato mondiale di Formula 1. Si è corsa domenica 22 giugno 1975 sul Circuito di Zandvoort. La gara è stata vinta dal britannico James Hunt su Hesketh-Ford Cosworth. Ha preceduto sul traguardo l'austriaco Niki Lauda e lo svizzero Clay Regazzoni, entrambi su Ferrari.

## Vigilia

### Sviluppi futuri
Venne messa in dubbio, per ragioni di sicurezza, la disputa del Gran Premio d'Italia presso l'Autodromo di Monza. Venne ventilata la possibilità di spostare la gara sul Circuito di Imola.
Provocò grandi dibattiti la proposta della CSI di vietare per ragioni di sicurezza gli alettoni a partire dal 1976. Luca Cordero di Montezemolo, direttore sportivo della Scuderia Ferrari, affermò come tale scelta avrebbe reso le vetture più rapide, e che il vero problema era rappresentato dalla conformazione dei circuiti.

### Aspetti tecnici
La Ferrari 312 T portò per questo appuntamento un nuovo alettone, nel tentativo di aumentare il carico aerodinamico della monoposto, senza perdere in velocità. La McLaren testò invece una nuova sospensione posteriore. La Fittipaldi schierò il modello FD03.

### Aspetti sportivi
Jacques Laffite tornò sulla Williams, prendendo il posto di Damien Magee, mentre Alan Jones passò alla Hill in sostituzione di Vern Schuppan, dopo che la scuderia privata Custom Made Harry Stiller Racing aveva deciso di abbandonare il campionato. Stessa decisione per la scuderia statunitense Parnelli. Fece il suo effettivo ritorno la nipponica Maki, con al volante Hiroshi Fushida, primo pilota giapponese a tentare la sorte in un appuntamento di Formula 1 valido per il campionato del mondo.

## Qualifiche

### Resoconto
Già al venerdì le Ferrari furono le due monoposto più veloci, con Niki Lauda che precedette Clay Regazzoni di 23 centesimi. La migliore delle vetture motorizzate Ford Cosworth fu l'Hesketh di James Hunt a 36 centesimi dall'austriaco. Lauda ebbe anche dei piccoli problemi con le sospensioni, che però non ne limitarono la competitività.
Al sabato Lauda confermò di essere il pilota più rapido, tanto che fu anche capace di migliorare il tempo del venerdì, abbassandolo di 5 centesimi. L'austriaco scontò anche la rottura del supporto dell'alettone anteriore durante le prove. L'altro ferrarista, Regazzoni, si confermò in prima fila anche se fu protagonista di un incidente con Jody Scheckter. Le loro due monoposto si tamponarono nell'allungo che segue il primo tornante. La seconda fila venne conquistata da Hunt e dallo stesso Scheckter. La Ferrari, dopo le qualifiche, decise di cambiare i propulsori sulle proprie vetture.

### Risultati
Nella sessione di qualifica si è avuta questa situazione:
| Pos | Nº | Pilota             | Costruttore              | Squadra                         | Tempo   | Griglia |
| --- | -- | ------------------ | ------------------------ | ------------------------------- | ------- | ------- |
| 1   | 12 | Niki Lauda         | Ferrari                  | Scuderia Ferrari SpA SEFAC      | 1'20"29 | 1       |
| 2   | 11 | Clay Regazzoni     | Ferrari                  | Scuderia Ferrari SpA SEFAC      | 1'20"57 | 2       |
| 3   | 24 | James Hunt         | Hesketh-Ford Cosworth    | Hesketh Racing                  | 1'20"70 | 3       |
| 4   | 3  | Jody Scheckter     | Tyrrell-Ford Cosworth    | Elf Team Tyrrell                | 1'20"74 | 4       |
| 5   | 7  | Carlos Reutemann   | Brabham-Ford Cosworth    | Martini Racing                  | 1'20"87 | 5       |
| 6   | 1  | Emerson Fittipaldi | McLaren-Ford Cosworth    | Marlboro Team Texaco            | 1'20"91 | 6       |
| 7   | 23 | Tony Brise         | Hill-Ford Cosworth       | Embassy Racing with Graham Hill | 1'20"94 | 7       |
| 8   | 2  | Jochen Mass        | McLaren-Ford Cosworth    | Marlboro Team Texaco            | 1'21"01 | 8       |
| 9   | 8  | Carlos Pace        | Brabham-Ford Cosworth    | Martini Racing                  | 1'21"06 | 9       |
| 10  | 17 | Jean-Pierre Jarier | Shadow-Ford Cosworth     | UOP Shadow Racing Team          | 1'21"10 | 10      |
| 11  | 9  | Vittorio Brambilla | March-Ford Cosworth      | Beta Team March                 | 1'21"14 | 11      |
| 12  | 16 | Tom Pryce          | Shadow-Ford Cosworth     | UOP Shadow Racing Team          | 1'21"16 | 12      |
| 13  | 4  | Patrick Depailler  | Tyrrell-Ford Cosworth    | Elf Team Tyrrell                | 1'21"20 | 13      |
| 14  | 18 | John Watson        | Surtees-Ford Cosworth    | Team Surtees                    | 1'21"23 | 14      |
| 15  | 21 | Jacques Laffite    | Williams-Ford Cosworth   | Frank Williams Racing Cars      | 1'21"32 | 15      |
| 16  | 5  | Ronnie Peterson    | Lotus-Ford Cosworth      | John Player Team Lotus          | 1'21"46 | 16      |
| 17  | 22 | Alan Jones         | Hill-Ford Cosworth       | Embassy Racing with Graham Hill | 1'22"01 | 17      |
| 18  | 28 | Mark Donohue       | Penske-Ford Cosworth     | Penske Cars                     | 1'22"33 | 18      |
| 19  | 20 | Ian Scheckter      | Williams-Ford Cosworth   | Frank Williams Racing Cars      | 1'22"82 | 19      |
| 20  | 14 | Bob Evans          | BRM                      | Stanley BRM                     | 1'22"97 | 20      |
| 21  | 6  | Jacky Ickx         | Lotus-Ford Cosworth      | John Player Team Lotus          | 1'23"20 | 21      |
| 22  | 31 | Gijs van Lennep    | Ensign-Ford Cosworth     | HB Bewaking Team Ensign         | 1'23"30 | 22      |
| 23  | 10 | Lella Lombardi     | March-Ford Cosworth      | Lavazza March                   | 1'23"99 | 23      |
| 24  | 30 | Wilson Fittipaldi  | Copersucar-Ford Cosworth | Copersucar-Fittipaldi           | 1'24"15 | 24      |
| DNS | 35 | Hiroshi Fushida    | Maki-Ford Cosworth       | Maki Engineering                | 1'33"37 | NQ      |

## Gara

### Resoconto
La gara venne posticipata per un temporale che colpì la pista alla mattina, tanto che i team persuasero la direzione di corsa a concedere un'ulteriore sessione di prove libere alla domenica, per tastare le vetture con l'assetto da bagnato.
La Maki di Fushida, rotto il motore, non prende il via. Unico GP nel quale si qualifica nella sua breve storia, la vettura nipponica non sarà in gara.
Alla partenza Niki Lauda prese il comando, davanti a Jody Scheckter; dietro Vittorio Brambilla e Patrick Depailler collisero, tanto che l'italiano dovette ritirarsi e il francese fu costretto a una sosta ai box. Dietro a Scheckter si pose l'altro ferrarista Clay Regazzoni, seguito da James Hunt, Jochen Mass, Tom Pryce,  ed Emerson Fittipaldi. Il campione del mondo nei primi giri venne passato dai due piloti della Brabham, Carlos Reutemann e Carlos Pace.
In un tentativo di sorpasso Pryce danneggiò la vettura di Mass, che fu costretto ai box, ove montò gomme da asciutto, esattamente come aveva fatto poco prima James Hunt. Nei giri seguenti si fermarono anche Reutemann, Watson e i due Fittipaldi. La Ferrari indicò per vari giri a Lauda la necessità di cambiare le coperture, ma l'austriaco decise di proseguire. Al momento della sosta di Ronnie Peterson questi colpì, in uscita dal box, Luca Cordero di Montezemolo, provocandogli fratture a braccio e caviglia.
Al 13º Lauda decise di cambiare le coperture; in testa si trovò così Clay Regazzoni, seguito da un rimontante james Hunt che, grazie all'azzardo delle gomme da asciutto, segnava tempi di circa dieci secondi a giro più rapidi di quelli degli avversari. Dopo il cambiogomme di Regazzoni, l'inglese si ritrovò primo, seguito da Jean-Pierre Jarier, che aveva appena passato Lauda, poi Emerson Fittipaldi, Jody Scheckter, Clay Regazzoni, Tom Pryce e Carlos Reutemann. Al 25º giro Scheckter passò Fittipaldi, mentre Lauda si era avvicinato fortemente a Jarier, che però non riesce a passare. Pochi giri dopo anche Regazzoni riuscì a sorpassare Fittipaldi.
Al 41º infine il brasiliano fu costretto al ritiro per un guasto del motore. Nello stesso giro Lauda portò infine l'attacco decisivo a Jarier, ma con un fuorigiri che penalizzò il motore della sua vettura fino a fine gara; quattro giri dopo lo stesso Jarier fu costretto al ritiro per un problema allo pneumatico. Ora la classifica vedeva in testa Hunt, seguito da Lauda, Scheckter, Regazzoni, Reutemann e Peterson.
La Ferrari di Lauda era molto più veloce nella parte mista mentre Hunt godeva di un vantaggio sia nei curvoni veloci che sul dritto. Al giro 50 Peterson passò anche Reutemann. Oltre il duello tra Hunt e Lauda per il primo posto la gara visse un inteso duello tra la Tyrrell di Jody Scheckter e Regazzoni, per la terza piazza, che si concluse al giro 67 col sorpasso dell'elvetico e il successivo ritiro di Scheckter, ormai col motore fuori uso. Al 69º giro, Ronnie Peterson, quarto, fu costretto al ritiro per mancanza di carburante.
Hunt riuscì a resistere a Lauda e a conquistare la prima vittoria per lui e per la Hesketh. Curioso l'errore in cui incappò la televisione olandese: indicò il termine della gara ben 3 giri prima dell'effettiva conclusione, generando un po' di caos ai box. Hunt divenne così il primo inglese dai tempi di Peter Gethin (Gran Premio d'Italia 1971) a vincere un gran premio mondiale.
In campionato sia la Ferrari che Lauda presero il largo nelle rispettive classifiche mondiali.

### Risultati
I risultati del gran premio sono i seguenti:
| Pos | No | Pilota             | Costruttore              | Giri | Tempo/Ritiro        | Pos.Griglia | Punti |
| --- | -- | ------------------ | ------------------------ | ---- | ------------------- | ----------- | ----- |
| 1   | 24 | James Hunt         | Hesketh-Ford Cosworth    | 75   | 1:46'57"40          | 3           | 9     |
| 2   | 12 | Niki Lauda         | Ferrari                  | 75   | + 1"06              | 1           | 6     |
| 3   | 11 | Clay Regazzoni     | Ferrari                  | 75   | + 55"06             | 2           | 4     |
| 4   | 7  | Carlos Reutemann   | Brabham-Ford Cosworth    | 74   | + 1 Giro            | 5           | 3     |
| 5   | 8  | Carlos Pace        | Brabham-Ford Cosworth    | 74   | + 1 Giro            | 9           | 2     |
| 6   | 16 | Tom Pryce          | Shadow-Ford Cosworth     | 74   | + 1 Giro            | 12          | 1     |
| 7   | 23 | Tony Brise         | Hill-Ford Cosworth       | 74   | + 1 Giro            | 7           |       |
| 8   | 28 | Mark Donohue       | Penske-Ford Cosworth     | 74   | + 1 Giro            | 18          |       |
| 9   | 4  | Patrick Depailler  | Tyrrell-Ford Cosworth    | 73   | + 2 Giri            | 13          |       |
| 10  | 31 | Gijs van Lennep    | Ensign-Ford Cosworth     | 71   | + 4 Giri            | 22          |       |
| 11  | 30 | Wilson Fittipaldi  | Copersucar-Ford Cosworth | 71   | + 4 Giri            | 24          |       |
| 12  | 20 | Ian Scheckter      | Williams-Ford Cosworth   | 70   | + 5 Giri            | 19          |       |
| 13  | 22 | Alan Jones         | Hill-Ford Cosworth       | 70   | + 5 Giri            | 17          |       |
| 14  | 10 | Lella Lombardi     | March-Ford Cosworth      | 70   | + 5 Giri            | 23          |       |
| 15  | 5  | Ronnie Peterson    | Lotus-Ford Cosworth      | 69   | Mancanza di benzina | 16          |       |
| 16  | 3  | Jody Scheckter     | Tyrrell-Ford Cosworth    | 67   | Motore              | 4           |       |
| Rit | 21 | Jacques Laffite    | Williams-Ford Cosworth   | 64   | Motore              | 15          |       |
| Rit | 2  | Jochen Mass        | McLaren-Ford Cosworth    | 61   | Incidente           | 8           |       |
| Rit | 17 | Jean-Pierre Jarier | Shadow-Ford Cosworth     | 44   | Gomme               | 10          |       |
| Rit | 18 | John Watson        | Surtees-Ford Cosworth    | 43   | Vibrazioni          | 14          |       |
| Rit | 1  | Emerson Fittipaldi | McLaren-Ford Cosworth    | 40   | Motore              | 6           |       |
| Rit | 14 | Bob Evans          | BRM                      | 23   | Differenziale       | 20          |       |
| Rit | 6  | Jacky Ickx         | Lotus-Ford Cosworth      | 6    | Motore              | 21          |       |
| Rit | 9  | Vittorio Brambilla | March-Ford Cosworth      | 0    | Sospensione         | 11          |       |
| NQ  | 35 | Hiroshi Fushida    | Maki-Ford Cosworth       |      |                     |             |       |

## Statistiche
Piloti
- 1ª vittoria per James Hunt
- 50º Gran Premio per Niki Lauda
- 1º Gran Premio per Hiroshi Fushida

Costruttori
- 1° e unica vittoria per la Hesketh
- 150º Gran Premio per la Brabham

Motori
- 83° vittoria per il motore Ford Cosworth

Giri al comando
- Niki Lauda (1-12)
- Clay Regazzoni (13-14)
- James Hunt (15-75)

## Classifiche

### Piloti
| Pos | Pilota             | Punti |
| --- | ------------------ | ----- |
| 1   | Niki Lauda         | 38    |
| 2   | Carlos Reutemann   | 25    |
| 3   | Emerson Fittipaldi | 21    |
| 4   | Carlos Pace        | 18    |
| 5   | Clay Regazzoni     | 16    |
| 5   | James Hunt         | 16    |
| 7   | Jody Scheckter     | 15    |
| 8   | Patrick Depailler  | 11    |
| 9   | Jochen Mass        | 10,5  |
| 10  | Jacky Ickx         | 3     |
| 10  | Ronnie Peterson    | 3     |
| 10  | Mario Andretti     | 3     |
| 13  | Mark Donohue       | 2     |
| 13  | Tom Pryce          | 2     |
| 15  | Jean-Pierre Jarier | 1,5   |
| 16  | Vittorio Brambilla | 1     |
| 16  | Tony Brise         | 1     |
| 18  | Lella Lombardi     | 0,5   |

### Costruttori
| Pos | Costruttori            | Punti |
| --- | ---------------------- | ----- |
| 1   | Ferrari                | 41    |
| 2   | Brabham-Ford Cosworth  | 36    |
| 3   | McLaren-Ford Cosworth  | 26,5  |
| 4   | Tyrrell-Ford Cosworth  | 19    |
| 5   | Hesketh-Ford Cosworth  | 16    |
| 6   | Lotus-Ford Cosworth    | 6     |
| 7   | Shadow-Ford Cosworth   | 3,5   |
| 8   | Parnelli-Ford Cosworth | 3     |
| 9   | Penske-Ford Cosworth   | 2     |
| 10  | March-Ford Cosworth    | 1     |
| 10  | Hill-Ford Cosworth     | 1     |